# Elasticidade-preço da procura

Representação gráfica genérica da elasticidade-preço da demanda. À medida que o preço (P) diminui, a quantidade procurada (Q) aumenta, e vice-versa.

A elasticidade-preço da procura (português europeu) ou elasticidade-preço na demanda (português brasileiro), às vezes chamada de elasticidade do preço, é um conceito económico que apresenta a elasticidade da quantidade procurada de um bem ou serviço, em relação às mudanças nos preços destes. Em termos matemáticos, visa medir a variação percentual na quantidade demandada de um bem ou serviço, dada uma variação percentual no preço destes, ceteris paribus, caso todas as outras variáveis da procura, como a renda, permaneçam constantes. Foi concebida pelo economista inglês Alfred Marshall.
As siglas mais usadas para o conceito são EPP ou EPD, sendo a notação económica somente defina por ε. As elasticidades do preço são quase sempre negativas, ou seja, quanto maior o preço do bem ou serviço, menor a procura; no entanto os analistas tendem à considerar o valor modularmente, para que sejam evitadas ambiguidades. Apenas os bens que não se ajustam à lei geral da demanda, como os bens de Veblen e de Giffen, têm a elasticidade-preço da demanda positiva.
{\displaystyle \varepsilon _{p}={\frac {\%\ {\mbox{variação na quantidade da procura}}}{\%\ {\mbox{variação no preço}}}}={\frac {\Delta Q_{d}/Q_{d}}{\Delta P/P}}}

## História
O economista inglês Alfred Marshall (1842 – 1924) é tradicionalmente creditado como o primeiro a definir um conceito de coeficiente de "elasticidade econômica", tendo-o feito no seu clássico manual Principles of Economics (Princípios de economia), publicado em 1890. Nas palavras de Marshall: "E podemos geralmente dizer: a elasticidade (ou resposta) da demanda no mercado é grande ou pequena de modo proporcional à quantidade demandada é ser incrementada muito ou pouco por uma queda dada no preço e se diminuir muito ou pouco em consequência à um incremento dado no preço".

## Determinantes
Os principais determinantes da elasticidade preço da procura são:
1. Disponibilidade de bens substitutos: a existência de bens que satisfaçam as mesmas necessidades permite aos consumidores, perante aumentos de preços, substituir o consumo do bem pelo do seu substituto.
2. Essencialidade: o volume de consumo de bens essenciais é pouco influenciado pelo preço. Por exemplo, o sal de cozinha é um bem cuja procura é pouco sensível ao preço.
3. Porcentagem do rendimento gasto no bem: quanto maior for o peso do bem no orçamento familiar, maior será o incentivo ao consumidor procurar substitutos e, portanto, maior sensibilidade terá perante variações de preços.
4. Restrição do mercado: mercados muito restritos, de um modo geral, apresentam maior concorrência com bens similares. Logo, essas mercadorias são mais sensíveis ao preço. Bens de mercados mais amplos, por outro lado, têm menos substitutos, e são insensíveis ao preço.
5. Horizonte de tempo: um intervalo de tempo maior permite que os consumidores de determinada mercadoria encontrem mais formas de substituí-la, quando seu preço aumenta.

## Interpretação dos valores

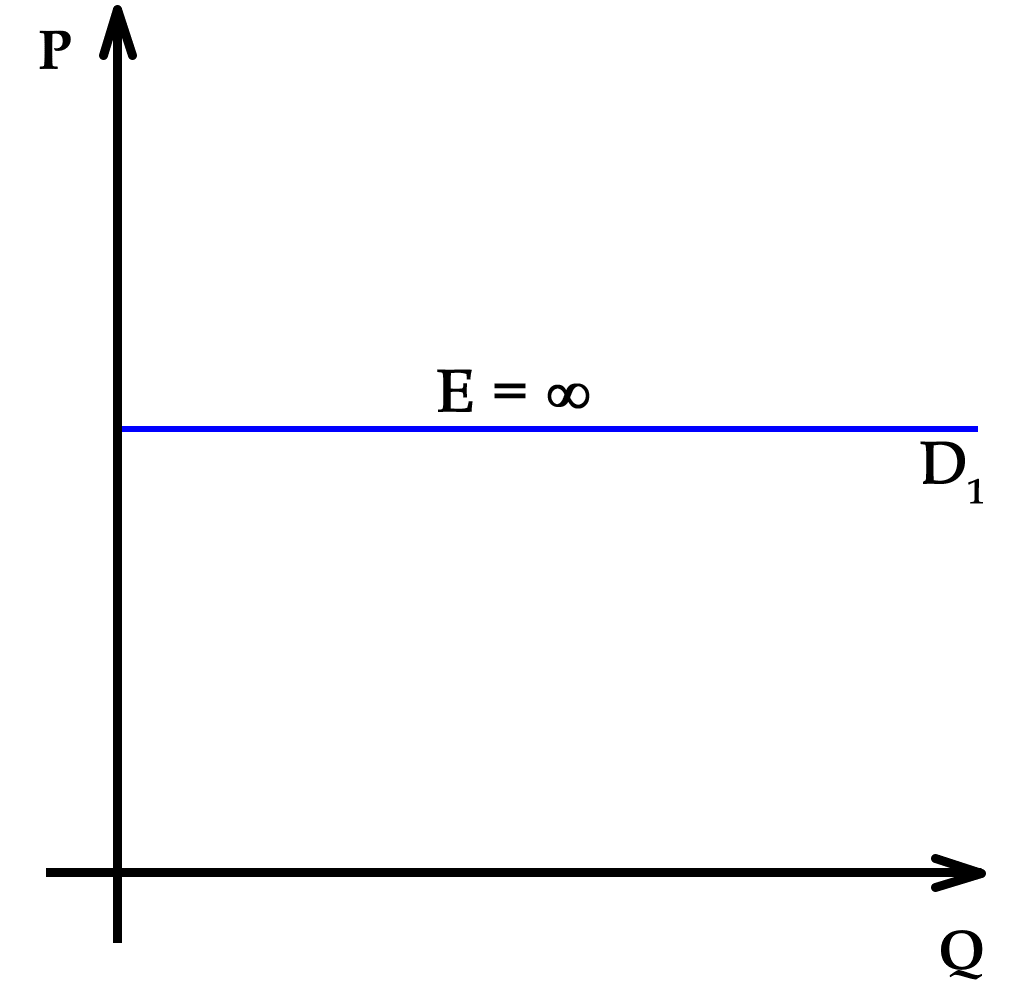
Curva de procura é perfeitamente elástica.

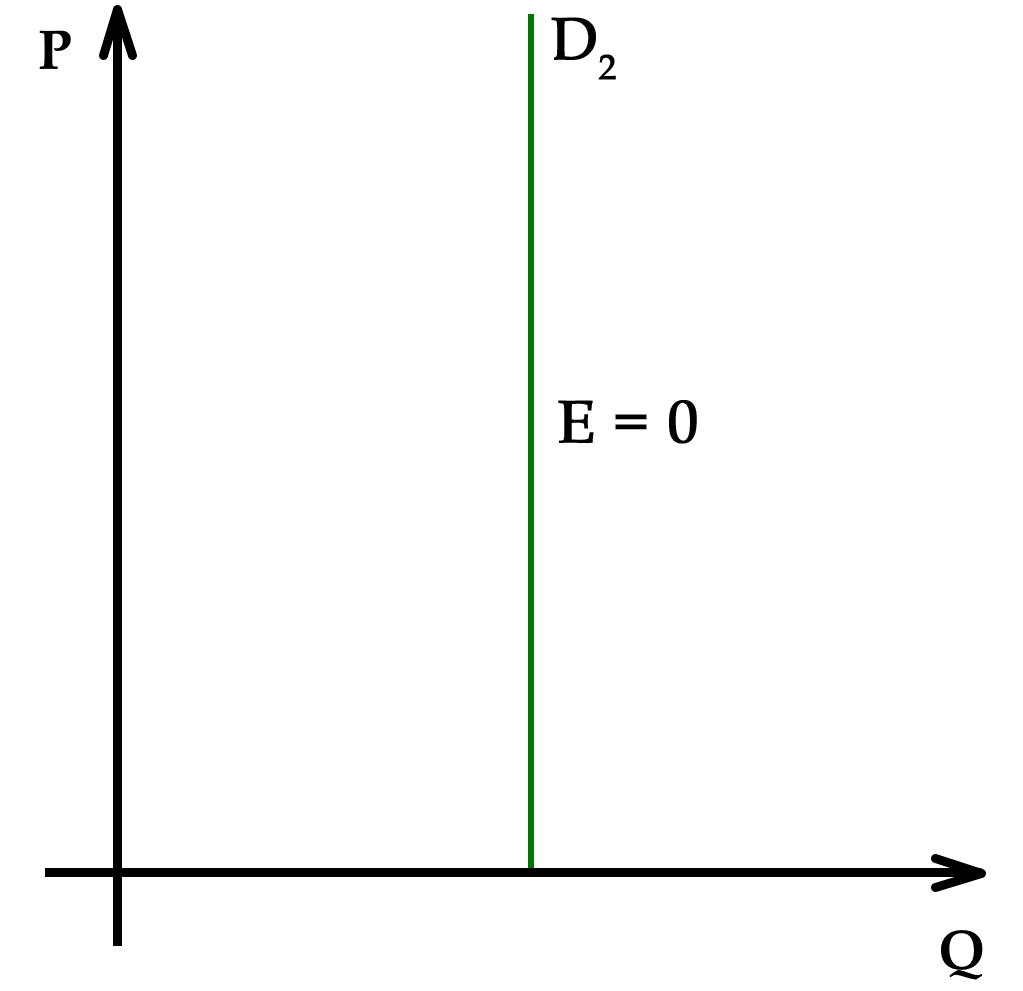
Curva de procura é perfeitamente rígida (ou inelástica).

Conforme a fórmula da elasticidade, a elasticidade preço da procura pode ser escrita como:
{\displaystyle \varepsilon _{Q,P}={\frac {\partial Q}{\partial P}}\cdot {\frac {P}{Q}}}
, onde:
- Q é a quantidade procurada;
- P é o preço do bem.
- {\displaystyle {\partial Q}} é a variação da quantidade
- {\displaystyle {\partial P}} é a variação do preço

Na fórmula da elasticidade acima, {\displaystyle {\tfrac {\partial Q}{\partial P}}} provavelmente é negativo pois é esperado que um aumento de P gere redução de Q e vice-versa. Com isso, a elasticidade preço da procura é negativa. Porém, alguns livros e artigos a tratam como se fosse positiva, pois essas publicações partem do princípio de que a elasticidade preço da procura está em módulo: {\displaystyle \left|\varepsilon _{Q,P}\right|}.
| {\displaystyle \left\|\varepsilon _{Q,P}\right\|} | Interpretação            |
| ------------------------------------------------- | ------------------------ |
| {\displaystyle \infty }                           | Perfeitamente elástica   |
| de 1 a {\displaystyle \infty }                    | Elástica                 |
| 1                                                 | Elasticidade unitária    |
| de 0 a 1                                          | Inelástica               |
| 0                                                 | Perfeitamente Inelástica |

### Exemplos
- Elástica: manteiga, dependendo do gosto e das preferências do consumidor, pode ser substituída por margarina.
- Inelástica: sal é um bem essencial sem substituto.
- Unitária: carne de gado de primeira (aproximadamente).

## Elasticidade preço cruzada da procura
É a variação percentual da quantidade procurada de um determinado bem A, dada uma variação percentual do preço de outro bem B.
{\displaystyle \varepsilon _{Q_{A},P_{B}}={\frac {\partial Q_{A}}{\partial P_{B}}}\cdot {\frac {P_{B}}{Q_{A}}}}
Nesse caso, a interpretação do resultado é um pouco diferente:
| {\displaystyle \varepsilon _{Q_{A},P_{B}}} | Interpretação                                                                                 |
| ------------------------------------------ | --------------------------------------------------------------------------------------------- |
| positivo                                   | Substitutos: O aumento de preço de um bem faz aumentar a quantidade procurada de outro.       |
| 0                                          | Independentes: A alteração do preço de um bem não interfere na quantidade procurada de outro. |
| negativo                                   | Complementares: O aumento de preço de um bem faz diminuir a quantidade procurada de outro.    |